# Fredolo I (obispo)
Fredolo I fue obispo de Oviedo entre los años 1286 y 1290. Era de nacionalidad francesa y fue el Abad del «Monasterio de Eunel». El papa Gregorio X le envió a ver al rey Alfonso X el Sabio para que desistiese de su pretensión de formar un imperio y así conseguir la paz en Europa. El Rey accedió a la petición y viendo las virtudes del «embajador», lo nombró obispo. Durante su pontificado el arcediano «don García» mandó labrar la tumba en la que se hallaban los restos de San Vicente, abad y mártir. También en su época se fundaron en Benavente dos conventos de religiosos, el de monjes era el de Santo Domingo y el otro, de religiosas franciscanas, era el de Santa Clara.

| Predecesor: Álvaro | Obispo de Oviedo 1276 - 1284 | Sucesor: Pelegrín I |